# 颇章萨巴
颇章萨巴（Podrang Sarba），位于西藏自治区拉萨市城关区八廓南街，是一座古建筑大院。

## 简介
藏语“颇章萨巴”意为“新宫”（“颇章”意为宫殿，“萨巴”意为新）。该建筑是十三世达赖的侍卫长坚赛·土登贡培所建。该建筑是拉萨市文物管理局1998年登记挂牌的“拉萨古建筑保护院”之一，门口挂有写着“颇章萨巴大院”的拉萨古建筑保护院标志牌。
“坚塞”是人们普遍认为受达赖非凡重视的人，西藏噶厦的所有官职中并无“坚塞”一职。坚塞的家族背景也不分贵族、贫民，只要受到达赖看中，并且成为达赖跟前特别显眼的人、显得很特殊的人、受到特别关照的人，均可称为“坚塞”。坚塞·土登贡培1921年起正式成为坚塞（也是近侍官），13年与十三世达赖形影不离，后来其权威已超过所有的坚塞（包括擦绒·达桑占堆、龙厦·多吉次杰），甚至噶厦也在其实际操纵之下。
十三世达赖先后扶植了许多坚塞，其中影响最大、最受重用的是擦绒·达桑占堆、龙厦·多吉次杰、估佳（随侍）坚塞·土登贡培。他们先后成为噶厦中的权威人物。在这三个坚塞中，擦绒·达桑占堆是亲英派代表人物，因发动军事政变未遂，而被十三世达赖免职；龙厦·多吉次杰是反英但主张政治改革的代表人物，后来被十三世达赖免职；坚塞·土登贡培是主张同中国中央政府保持联系的代表人物，直到十三世达赖圆寂之前，一直很宠信。坚塞·土登贡培对十三世达赖修复与中华民国中央政府间的关系起到了重要作用。
蒙藏委员会西藏办事处处长孔庆宗在《回忆国民党政府对西藏政务的管理》一文中说：“当时欧化之辈（指亲英派）为佛爷在罗布林卡建西式洋房一座，落成时，逹赖喇嘛往观，似无悦色，即而下令尽撤之。”被撤的洋房是此前兴建不久的英式建筑“顾芝颇章”（藏文音译），由坚塞·土登贡培负责拆除。坚塞·土登贡培负责在原地兴建了藏式建筑“坚塞颇章”（即今“颇章萨巴”），以其名“坚塞”命名。孔庆宗在文中还说，“所修建的宫殿，壁上尽绘内地山水人物”。此处所说的宫殿也是指坚塞颇章。坚塞颇章以精美的雕塑、木刻、壁画著称。殿中有八仙过海、福禄寿喜图案等木雕，有万寿山、五台山全景图及四喜儿童、北京颐和园等壁画。
十三世达赖圆寂后，坚塞·土登贡培迅速被政敌打倒，遭逮捕并没收了所有财产，被判处终身流放到工布地区的则拉宗。颇章萨巴也被噶厦没收。1947年，土登贡培自印度回到西藏，噶厦归还了房产。1959年拉萨骚乱，颇章萨巴被“叛匪”焚烧，遭到损伤，后来被占用。1978年以后，有关部门依照政策将房产归还土登贡培的遗孀拉宗卓嘎。21世纪初，拉宗卓嘎将该房产卖给萨迦寺。此后，该房产的很大一部分成为萨迦寺在拉萨的属寺萨迦寺。
21世纪初，颇章萨巴所在的小巷北方是颇章萨巴精巧而简约的正门，沿着小巷向前，左侧是萨迦寺，为萨迦寺在拉萨的属寺。小巷尽头，则是古建筑“林仓”。

## 延伸阅读
- 八廓街老房子之颇章萨巴，佛弟子·仁增多吉 网易博客，2010-08-25